# Mykelti Williamson

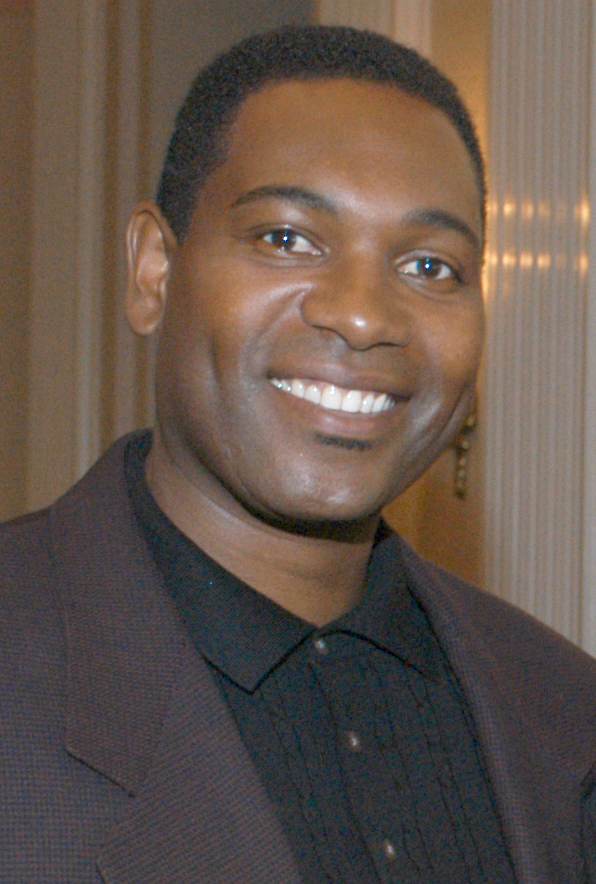
Mykelti Williamson in 2003

Michael T. 'Mykelti' Williamson (Saint Louis (Missouri), 4 maart 1957) is een Amerikaans acteur, filmproducent, filmregisseur en scenarioschrijver. 

## Biografie
Williamson begon op negenjarige leeftijd met optreden en acteren, en verhuisde op deze leeftijd met zijn familie naar Los Angeles. Hij studeerde af in Televisie/Film aan de Los Angeles City College in Los Angeles, hierna studeerde hij af in Film aan de Gene Evans Motion Picture School in San Jose (Californië).
Williamson begon in 1978 met acteren in de televisieserie Starsky and Hutch, waarna hij nog meerdere rollen speelde in televisieseries en films. Hij is vooral bekend van zijn rol als Deacon Bridges in de televisieserie Midnight Caller waar hij in 47 afleveringen speelde (1988-1991).
Williamson was van 1983 tot en met 1985 getrouwd met actrice Olivia Brown, van 1989 tot en met 1994 was hij opnieuw getrouwd en heeft hieruit een kind. In 1997 is hij weer opnieuw getrouwd met actrice Sondra Spriggs met wie hij twee kinderen heeft. 

## Filmografie

### Films
Selectie:
- 2016 Fences - als Gabriel 'Gabe' Maxson
- 2016 The Purge: Election Year - als Joe Dixon
- 2009 The Final Destination - als George
- 2007 August Rush - als eerwaarde James
- 2006 Lucky Number Slevin - als Sloe
- 2005 Get Rich or Die Tryin' - als stiefvader van Charlene
- 2004 After the Sunset - als agent Stafford
- 2004 The Secret Service - als Mike Bradford
- 2001 Ali - als Don King
- 1999 Three Kings - als kolonel Horn
- 1998 Species II - als Dennis Gamble
- 1998 Primary Colors - als Dewayne Smith
- 1997 12 Angry Men - als jurylid nr. 10
- 1997 Con Air - als Baby-O
- 1995 Heat - als sergeant Drucker
- 1995 How to Make an American Quilt - als Winston
- 1995 Free Willy 2: The Adventure Home - als Dwight Mercer
- 1994 Forrest Gump - als Bubba Blue
- 1993 Free Willy - als Dwight Mercer
- 1990 The First Power - als Detective Oliver Franklin
- 1986 Wildcats - als Levander 'Bird' Williams

### Televisieseries
Uitgezonderd eenmalige gastrollen.
- 2021-2022 Law & Order: Organized Crime - als Preston Webb - 9 afl.
- 2018-2019 Lethal Weapon - als Tom Barnes - 4 afl.
- 2017-2018 Chicago P.D. - als Denny Woods - 14 afl.
- 2016-2017 Designated Survivor - als admiraal Chernow - 3 afl.
- 2017 Rebel - als Rene Knight - 5 afl.
- 2016 Underground - als Moses - 6 afl.
- 2015-2016 Hawaii Five-0 - als Clay Maxwell - 2 afl.
- 2012-2015 Justified - als Ellstin Limehouse - 18 afl.
- 2014 Nashville - als Terry George - 4 afl.
- 2013 Touch - als rechercheur Lang - 4 afl.
- 2010 24 - als Brian Hastings - 17 afl.
- 2007-2009 CSI: NY - als chief Brigham Sinclair - 7 afl.
- 2006-2007 Kidnapped - als Virgil Hayes - 13 afl.
- 2002-2003 Boomtown - als rechercheur Bobby 'Fearless' Smith - 24 afl.
- 2000-2001 The Fugitive - als Philip Gerard - 23 afl.
- 1999-2000 The Hoop Life - als Marvin Buxton - 22 afl.
- 1991-1993 The New WKRP in Cincinnati - als Donovan Aderhold - 22 afl.
- 1988-1991 Midnight Caller - als Deacon Bridges - 47 afl.
- 1989 China Beach - als Jean Jacques Rousseau - 2 afl.
- 1987-1988 The Bronx Zoo - als Gus Butterfield - 21 afl.
- 1984-1986 Hill Street Blues - als officier Ron Garfield - 8 afl.
- 1986 The Love Boat - als James Rusell - 2 afl.
- 1984-1985 Cover Up - als Rick - 11 afl.
- 1983 Bay City Blues - als Deejay Cunningham - 8 afl.

### Filmproducent
- 2019 The Dummy - film
- 2009 My Summer Friend - korte film

### Filmregisseur
- 2023 Spring Breakthrough - film
- 2022 Sweet Magnolias - televisieserie - 2 afl.
- 2021 FBI - televisieserie - 1 afl.
- 2020-2021 Chicago Med - televisieserie - 4 afl.
- 2019-2020 Chicago P.D. - televisieserie - 3 afl.
- 2012 Jennifer - korte film
- 1993 The New WKRP in Cincinnati - televisieserie - 1 afl.

### Scenarioschrijver
- 2012 Jennifer - korte film
- 2003 Boomtown - televisieserie - 1 afl.

## Prijzen

### Black Reel Awards
- 2012 in de categorie Uitstekende Optreden in een Televisieserie met de televisieserie Hallmark Hall of Fame - genomineerd.
- 2001 in de categorie Beste Acteur in een Bijrol met de film Holiday Heart - genomineerd.

### Image Awards
- 2003 in de categorie Uitstekende Acteur in een Dramaserie met de televisieserie Boomtown - genomineerd.

### MTV Movie Awards
- 1995 in de categorie Beste Mannelijke Doorbraak met de film Forrest Gump - genomineerd.

- Bibliothèque nationale de France: cb140525040 (data)
- Gemeinsame Normdatei: 129600660
- International Standard Name Identifier: 0000 0000 7145 0958
- Library of Congress Control Number: no96058816
- Nationale Bibliotheek van Israël: 987007349391405171
- Virtual International Authority File: 100320261
- WorldCat: E39PBJwRT76rw6DTrctVDVXTpP